# Monarquia Absoluta Borbònica
La Monarquia Absoluta Borbònica fou la monarquia absoluta establerta a Espanya sota el domini de la dinastia borbònica des de la fi de la Guerra de Successió Espanyola fins al regnat de Ferran VII d'Espanya el 1833. La Monarquia Absoluta Borbònica no és hereva de la Monarquia Hispànica, sinó el resultat de la seva destrucció.

## L'arribada dels borbons
Felip V va accedir al tron espanyol en virtut del testament del seu besoncle, Carles II, enfrontant-se a la casa d'Habsburg. Castella va acceptar immediatament el nou rei, però els regnes de la Corona d'Aragó, proclius en un primer moment, van adherir-se a la causa d'arxiduc Carles. Felip V només comptava amb el suport de França i dels propis castellans, contra l'hostilitat de la resta, especialment aragonesos, austríacs, britànics i neerlandesos, temorosos que s'establís a Espanya una monarquia de tall absolutista a l'estil francès. La victòria va ser per als partidaris de Felip V i els Tractats d'Utrecht el 1713 i de Rastatt el 1714 van posar fi al conflicte, no sense greus pèrdues per a la corona en territori europeu. La instauració dels Borbons va portar a la signatura dels anomenats Pactes de Família amb França que dominarien tota la política internacional espanyola al llarg del segle xviii.
En represàlia, Felip V va abolir els Furs d'Aragó i València el 1707 desitjós d'evitar al futur els conflictes territorials que havien sacsejat els Àustries, i va imposar el Fur de Castella, igual que a Catalunya. Les Corts d'Aragó, les de València i les de Catalunya van deixar successivament d'existir, i les Corts de Castella es van convertir de fet en les Corts espanyoles. Felip V va premiar la lleialtat de Navarra i les províncies Vascongadas a la seva causa en mantenir els seus furs. La nova regulació es formularà a través de diverses resolucions com els Decrets de Nova Planta i es van crear les manufactures reials

## Implantació de l'Absolutisme

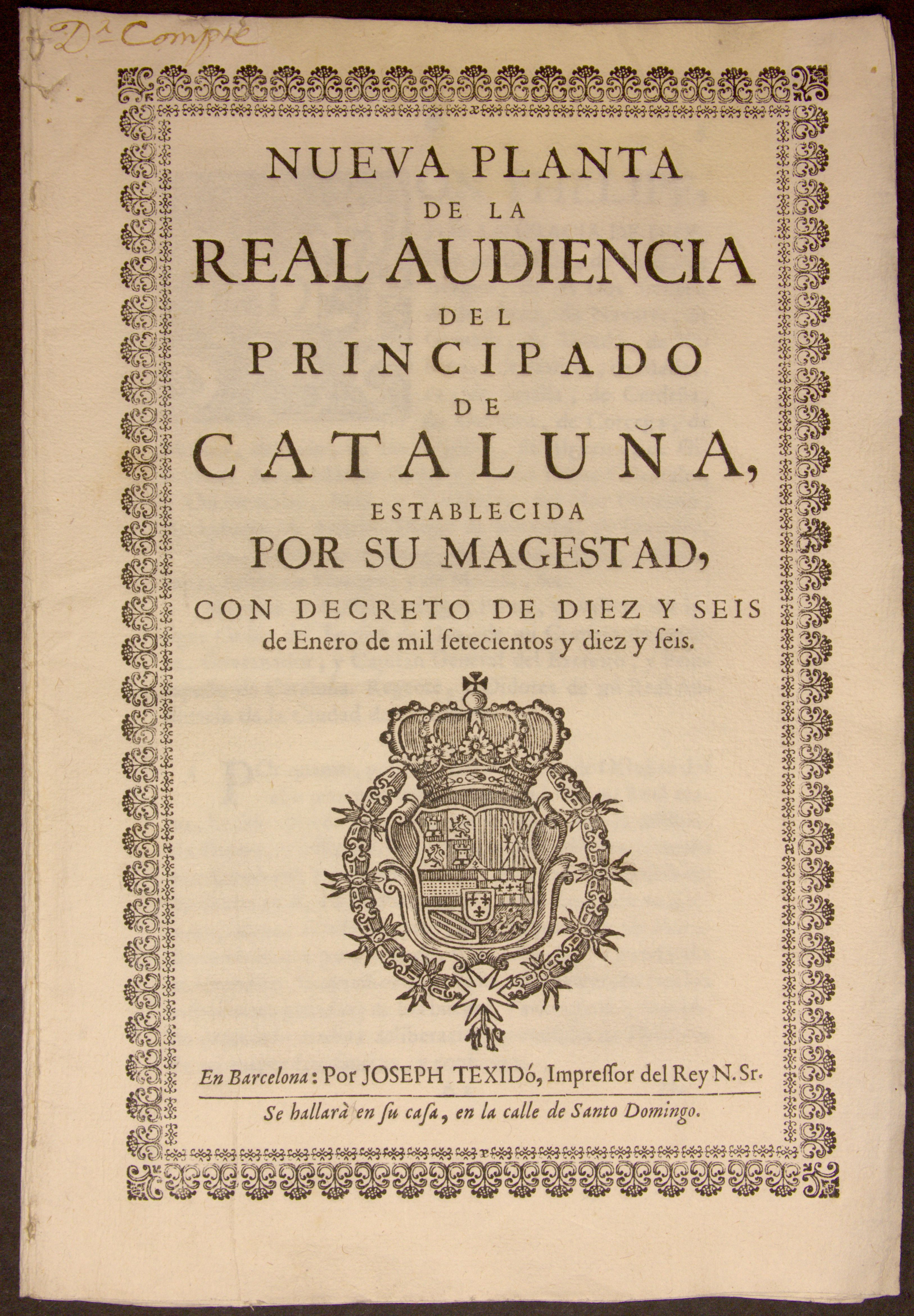
Portada de l'edició impresa d'un dels Decrets de Nova Planta

Els Decrets de Nova Planta són el conjunt de lleis sancionades i promulgades per Felip V a l'inici del seu regnat que implantaren l'absolutisme a la monarquia d'Espanya. Amb aquestes lleis el monarca borbònic s'arrogà la sobirania dels regnes invocant un dret diví. El sistema de govern de la monarquia espanyola basat en consells deliberatius i col·legiats –règim polisinodial– quedà extingit i s'imposà un règim de secretaries d'Estat executiu i jeràrquic que es fonamentava en darrer terme en la reial voluntat del monarca com a font de tota sobirania. Així mateix invocant el «dret de conquesta», acusant-los de «rebel·lió», i manifestant la voluntat de reduir tots els seus dominis a les lleis de Castella foren abolits els Furs i les Constitucions dels estats de la Corona d'Aragó i van quedar derogades també les institucions pròpies que vetllaven pel seu acompliment. D'aquesta manera la monarquia d'Espanya que s'havia forjat com una monarquia composta quedà reduïda a un corpus jurisdiccional únic, uniforme, i centralitzat en la reial voluntat del monarca, quedant-ne al marge però els territoris de Navarra, Vascongades i Aran, que per la seva fidelitat a la Casa de Borbó preservaren el seu estatus jurídic –drets històrics–. Aquestes lleis prenen el nom d'uns Reials Decrets específics que establien una «Nova Planta» –nova estructura– per a les institucions existents a fi de reduir-les a l'absolutisme. La monarquia absoluta borbònica resultant fou organitzada territorialment en 21 províncies, dividides al seu torn en corregiments. Als estats de la Corona d'Aragó la Nova Planta de les Reials Audiències les posà sota la presidència del Capità General de l'Exèrcit, i esdevingueren les institucions d'administració territorial a través de les quals s'executava la «reial voluntat» del monarca. Parell a la seva funció executiva continuaren desenvolupant la seva tasca judicial a partir del dret civil propi, excepció feta de València on s'instaurà el dret civil castellà.

## Austriacisme persistent

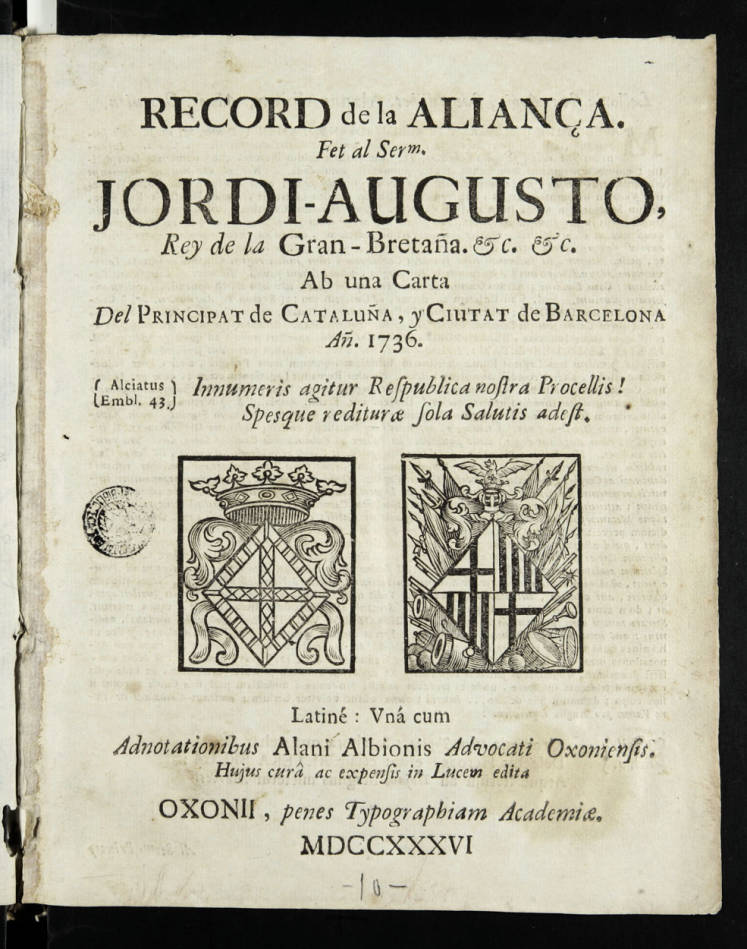
Record de l'Aliança, publicat el 1736, el «22º any de la nostra esclavitud».

El 1719, en el marc de la Guerra de la Quàdruple Aliança, el coronel Pere Joan Barceló i Anguera «el Carrasquet» cabdellà diverses partides de miquelets per intentar provocar un sollevament general a Catalunya, però el 1725 es firmà el Tractat de Viena que reconeixia l'statu quo d'Utrecht i Rastatt. Malgrat això la implicació de Felip V en la Guerra de Successió Polonesa (1733-1738) degut als Pactes de Família borbònics desencadenà les esperances dels austriacistes per a recuperar la «Llibertat de Catalunya» i es publicà l'opuscle Via fora els adormits. Aquest és una crida a la defensa de les llibertats arrabassades el 1714 i a la reclamació dels territoris cedits a França per la Pau dels Pirineus, i reivindica la creació d'un domini català que amb utilitat de l'Europa pot reviure, o bé la creació d'una república lliure de Catalunya. El 1736, el «22º any de la nostra esclavitud», sortia publicat un altre opúscle titulat Record de l'Aliança, un missatge dels catalans adreçat al rei Jordi I d'Anglaterra, desafeccionat, però encara aliat segons el pacte de Gènova de 1705, on es recorda a Anglaterra l'aliança pactada per la llibertat de Catalunya i de tota la monarquia d'Espanya, i demana que sigui reactualitzada i proposa com a alternativa la creació d'una Republica Libera de Cathalunya. Inclús des de les mateixes files borbòniques, el 1760 els diputats representants de les capitals de l'extinta Corona d'Aragó (Saragossa, València, la ciutat de Mallorca i Barcelona) presentaren conjuntament la Representació de Greuges (Memorial de Greuges) aprofitant les úniques Corts que va convocar Carles III d'Espanya. El memorial contenia una denúncia de diversos crítiques a la política borbònica, sobretot al monopoli del poder pel Consell de Castella i els castellans a la Corona d'Aragó, i la impossibilitat dels súbdits d'aquesta d'accedir als càrrecs de Castella. Per això feien una defensa i exaltació dels aspectes positius del sistema anterior a la Nova Planta i de la seva justícia, i reclamaven la igualtat de representació entre els regnes, contra la discriminació de la Corona d'Aragó. Hi eren importants les referències a la discriminació dels catalanoparlants i als inconvenients que els funcionaris castellans no sabessin el català. En contraposició a aquestes reivindicacions, en aquelles Corts els representants de la capital històrica de Castella, Burgos, exigiren que els representants de la Corona d'Aragó seguessin a la darrera fila, darrere de tots i separats dels de Castella.

## Els problemes de l'Imperi colonial
Espanya va trobar problemes al llarg del segle xviii amb la Gran Bretanya pel domini de l'oceà Atlàntic i el comerç d'esclaus amb Amèrica. Uns anys després del setge de Cartagena d'Índies (1741), en què els espanyols, amb el comandament del general Blas de Lezo varen derrotar els anglesos (cosa que va suposar el final del que aquests van cridar la guerra de l'orella de Jenkins), Ferran VI, conscient que, tot i la derrota, Gran Bretanya podria amenaçar la superioritat naval espanyola, comença una renovació i modernització de l'Armada, el que seguirà fent Carles III, gràcies a comptar amb marins molt competents, entre els quals destaquen Jorge Juan i Antonio de Ulloa. Durant la Guerra dels Set Anys (1762), aliada amb França, Espanya prossegueix el seu enfrontament amb la Gran Bretanya. Al Tractat de París, Espanya cedeix la Florida a Anglaterra, a canvi de la Louisiana, que perd França; encara que més tard (1783), el virrei de Nova Espanya, Gálvez, recupera la Florida per a Espanya. Carles III també intentarà recuperar Gibraltar sense aconseguir-ho, encara que el 1782 va recuperar Menorca, que es trobava en mans angleses des del Tractat d'Utrecht. També hi va haver notícies que els russos havien creuat l'estret de Bering i, després d'instal·lar-se a Alaska, baixaven per la costa d'Amèrica cap a les possessions espanyoles del Pacífic, de manera que es va organitzar una expedició amb José Esteban Martínez i Gonzalo López de Haro el 1789, per aturar l'avanç rus a Nutka (descoberta per Juan José Pérez Hernández el 1774).

## L'Església i l'absolutisme
Els il·lustrats espanyols tenien un concepte singular de l'Església catòlica. D'una banda la feien responsable del fracàs del desenvolupament racional de les nacions, per una altra, no acabaven de trencar amb aquesta, mantenint una relació que qüestionava només la teologia tradicional. Així, enfront de l'autoritat eclesiàstica, contraposar la raó i el desig d'obtenir la felicitat dels homes. Per l'església reclamaven un paper més auster, més íntim i personal. Aquesta diferenciació entre l'àmbit privat i el públic, va accentuar el principi de separació entre la mateixa Església i l'Estat o la Corona. L'Església es trobava en aquest període en un moment de qüestionament de l'autoritat papal gràcies al continu desenvolupament de les teories del regalisme cap a l'establiment d'esglésies nacionals independents de Roma. Una sèrie de bisbes, anomenats jansenistes (encara que molt poc tinguessin a veure amb les doctrines de Cornelius Jansen) constituïen un grup d'idees avançades i partidaris del regalisme, de manera que el poder polític il·lustrat, nomenés bisbes afins a les idees de modernització. Entre ells hi ha Fèlix Torres Amat, Felip Bertran (aquest, deixeble de Mayans, bisbe de Salamanca i Inquisidor general), José Climent o Antonio Tavira Almazán, tots ells enfrontats a l'església més conservadora i partidària de la preeminència del Papa.
La irrupció dels jesuïtes amb el que es va anomenar «una moral relaxada», va aixecar l'ànim dels eclesiàstics tradicionals contra ells. Espanya no va ser aliena a aquest moviment. Els jesuïtes s'havien estès per les universitats i centres educatius d'Espanya, França i Portugal principalment. La seva actitud crítica davant la filosofia aristotèlica, el desig d'incorporar els nous coneixements tècnics i l'extensió del seu treball a totes les classes socials que en part xocaven amb l'església tradicional, fidel a Roma, però només aparentment, ja que els jesuïtes tenen entre els seus vots l'obediència cega al papat. Els conservadors van realitzar una persecució implacable de les idees innovadores, sense l'instrument de la Inquisició, en mans dels jansenistes, i es va tractar de controlar la tasca dels jesuïtes com a missioners a Amèrica, sospitosos de preconitzar idees alliberadores. El Motí d'Esquilache contra el Marquès després de la fam de 1766 va posar en escac la Corona, que va buscar la culpa en els jesuïtes com conspiradors dels successos. Expulsats de Portugal i França, Carles III va trobar una oportunitat única d'expulsar també d'Espanya el 1767 i confiscar els seus béns, recolzat per Felipe Bertrán. Les idees noves de la Il·lustració van tenir el seu inici en aquestes apropiacions. Tradicionalment l'Església catòlica a Espanya havia tingut un paper fonamental en la política. Durant la Guerra de Successió, el clergat de Castella va donar suport als Borbons com si es tractés d'una croada. En compensació, van rebre de la mà de la Corona grans extensions de territoris per al govern dels bisbes i abats que, com terratinents, aportaven grans sumes al sosteniment de l'Estat. Com a mínim una cinquena part dels ingressos que tenien per origen l'economia agrícola castellana procedien de terres en govern de l'Església. Això no obstant, la Corona va tractar de controlar l'església espanyola. El papa Climent XI havia donat suport als Àustries i els Borbons no volien deixar a les seves mans el privilegi d'elecció dels bisbes, així que van fomentar i protegir el regalisme a l'església. Així, el 1753 se signa el primer Concordat entre l'Església i l'Estat que permet a la Corona l'elecció dels bisbes.

## Regnat de Carles III
Després de la confiscació dels béns dels jesuïtes i la desaparició de l'ordre a tot el món el 1773 per resolució papal, les universitats que estaven en mans de l'Església van passar a formar part de la Corona. Pablo de Olavide es fa càrrec de la Universitat de Sevilla i introdueix les primeres reformes educatives que donen en orris amb l'escolàstica que dominava l'ensenyament universitari fins ara. Per la seva banda, Benito Jerónimo Feijoo, acompanyat pel seu fidel escuder Martí Sarmiento havia creat a les seves obres el brou de cultiu per a combatre les idees supersticioses. Des de la mateixa Cort, Campomanes i altres van proposar reformes econòmiques per adequar-se a la nova situació. Al costat d'aquests moviments, les universitats espanyoles van començar a imitar la sevillana, i aviat recorria Espanya l'esperit il·lustrat per les aules. La Universitat de Salamanca es va oposar a la reforma del govern, però a les seves aules estava germinant un renaixement del pensament, arran de la tasca de Ramon de Sales i Cortés, que va acabar en una contraposada de reforma que fet i fet es va imposar, encara que sense resultats duradors per la invasió francesa de 1808. El colofó a aquest procés desencadenat des 1720 el van constituir les traduccions de les obres dels filòsofs i pensadors francesos com Voltaire o Montesquieu que es van difondre ràpidament.
L'extensió dels coneixements tecnològics i la seva aplicació pràctica no només va córrer de la mà de l'educació, sinó també d'un model de trobada entre pensadors, intel·lectuals, religiosos i científics que van ser les Societats Econòmiques d'Amics del País. La primera va ser fundada per un grup de nobles bascos el 1774. La més important d'elles va ser la Reial Societat Econòmica de Madrid, 1775, ciutat que serà el centre i reflex del nou model social. Sense distinció de classes, aquestes societats acollien a tots els sectors en l'afany comú de procurar el desenvolupament econòmic de les regions on estaven implantades: tècniques noves de cultiu, escoles d'oficis, difusió de la mecànica i la producció. Va ser Carles III el principal impulsor d'aquestes societats i de la posada en comú dels coneixements d'aquestes. Són les primeres assemblees obertes i embrió de futures trobades polítics. Apareixeran, entre d'altres, la Reial Acadèmia Espanyola, la Reial Acadèmia de Belles Arts de San Fernando i la de la Història.

## L'Absolutisme polític
La unificació en mans dels Borbons de la Corona d'Espanya i la concentració de poders a Castella va portar com a conseqüència importants reformes, a més de la pèrdua dels furs i de la desaparició de les Corts dels regnes de la Corona d'Aragó. Es va realitzar un procés d'harmonització i de sanejament de les institucions i la incorporació de membres en els gabinets italians i francesos va ajudar a superar els greus problemes de corrupció política que s'arrossegaven. Els consells que regien fins aleshores en un complicat i molest sistema, van ser substituïts per secretaris a manera de ministres dividits per àrees de govern. Els consells van perdre competències en benefici dels nous departaments. Igualment es van crear les anomenades Intendències a la manera francesa, directament dependents del rei i que tractaven assumptes de caràcter local o general. Es va reestructurar el sistema fiscal inintroduir un concepte més modern del cadastre, encara que les virtuts del mateix van ser poques com apuntaria constantment Juan Sempere i Guarinos. La reforma de l'administració local va ser intensa. El treball es va centrar a eliminar els regidors que actuaven com a senyors feudals als seus feus. La tasca va quedar inconclusa, ja que en les zones molt poblades totes les reformes xocaven amb l'autoritat de fet, encara que no legal, dels qui ostentaven el poder econòmic. La idea que les lleis eren la reforma esperada, va xocar amb la realitat en la qual el text de la norma poc o gens es complia. Només en algunes zones menys poblades, va poder la monarquia il·lustrada posar en pràctica la seva tasca centralitzadora en crear colònies de nous pobladors regits segons els decrets del govern en un intent d'economia planificada.

## Mercantilisme
Les dificultats perquè l'estructura social fos capaç de solucionar les situacions de crisi en les epidèmies i fams de l'època, van portar als il·lustrats espanyols a defensar un nou concepte econòmic: el mercat ha de ser obert i ha de desregular d'una part de les normes del trànsit mercantil. Les primeres mesures van ser l'eliminació de les traves comercials a l'interior peninsular, la desaparició dels preus estables i controlats de molts productes, fonamentalment el blat (1765) i la desvinculació, encara que només parcial, de les propietats als mayorazgos improductius. D'altra banda es va liberalitzar parcialment el comerç exterior, i totalment amb Amèrica en 1778, permetent la creació de companyies internacionals a la manera d'holandesos i francesos, que no havien de passar per la Casa de Contractació instal·lada des 1717 a Cadis. Es van obrir ports en la península i Amèrica per al comerç lliure. La irrupció d'una nova manera de comerciar va ser el més significatiu fet econòmic de l'època i va permetre la incorporació dels productes espanyols a Europa (seda, llana, ferro, coure, etc.). València, Barcelona i Bilbao es van convertir en grans ports comercials. A més, es va unir Madrid amb la xarxa de ports, i es van crear fàbriques reals que van introduir l'elaboració de manufactures a gran escala en una Castella que, des dels seus orígens, tenia problemes per accedir al mar.
Un dels efectes d'aquest procés va ser la progressiva especialització productiva de les zones de la península, no tant en funció de l'economia interna, sinó també dels intercanvis amb l'estranger. Aquest procés s'accentuaria en els segles següents. La perifèria de Castella era comerciant, el centre, productor. Unes zones estaven molt poblades (Andalusia), altres amb prou feines tenien població (Extremadura). Els ports del nord reunir els productes de tot Europa, el sud només podia abastir la seva autoconsum i certa exportació interior de gra i oli. A un costat el desenvolupament cap a l'Atlàntic, a l'altre, cap al Mediterrani. Una altra de les preocupacions del rei Carles III va ser augmentar la població de les zones poc poblades de l'interior de la península, per al que crec una sèrie de poblacions, principalment amb immigrants alemanys, com La Carolina o La Carlota (anomenades així en el seu nom). Carles III va fundar una sèrie de manufactures de luxe, a Madrid, la de porcellanes del Retiro, la Reial Fàbrica de Tapissos o la Plateria Martínez, a la Granja de Sant Ildefons, la real fàbrica de vidres, però també una gran quantitat de fàbriques per produir articles de consum, com la de Draps d'Àvila (l'edifici, al costat del riu, ha estat recentment destruït). Conseqüentment amb les necessitats de mà d'obra especialitzada per a aquestes manufactures, es van fundar les escoles d'Arts i Oficis (que haurien de perviure fins ben entrat el segle XX), en la majoria de les ciutats importants d'Espanya. No va ser menys a l'ensenyament superior i es va crear a Madrid el real Jardí Botànic, a prop del Retiro (substituint l'anterior, el de Molles Calentes, que estava prop del riu Manzanares). La corona va promoure una sèrie d'expedicions científiques als territoris d'ultramar, com les de Alejandro Malaspina, Celestino Mutis i altres. També la Corona promoure l'ensenyament militar, com l'acadèmia de guardamarina de Cadis, l'Acadèmia d'Ocaña, així com altres en els teritorios americans.

## Regnat de Carles IV

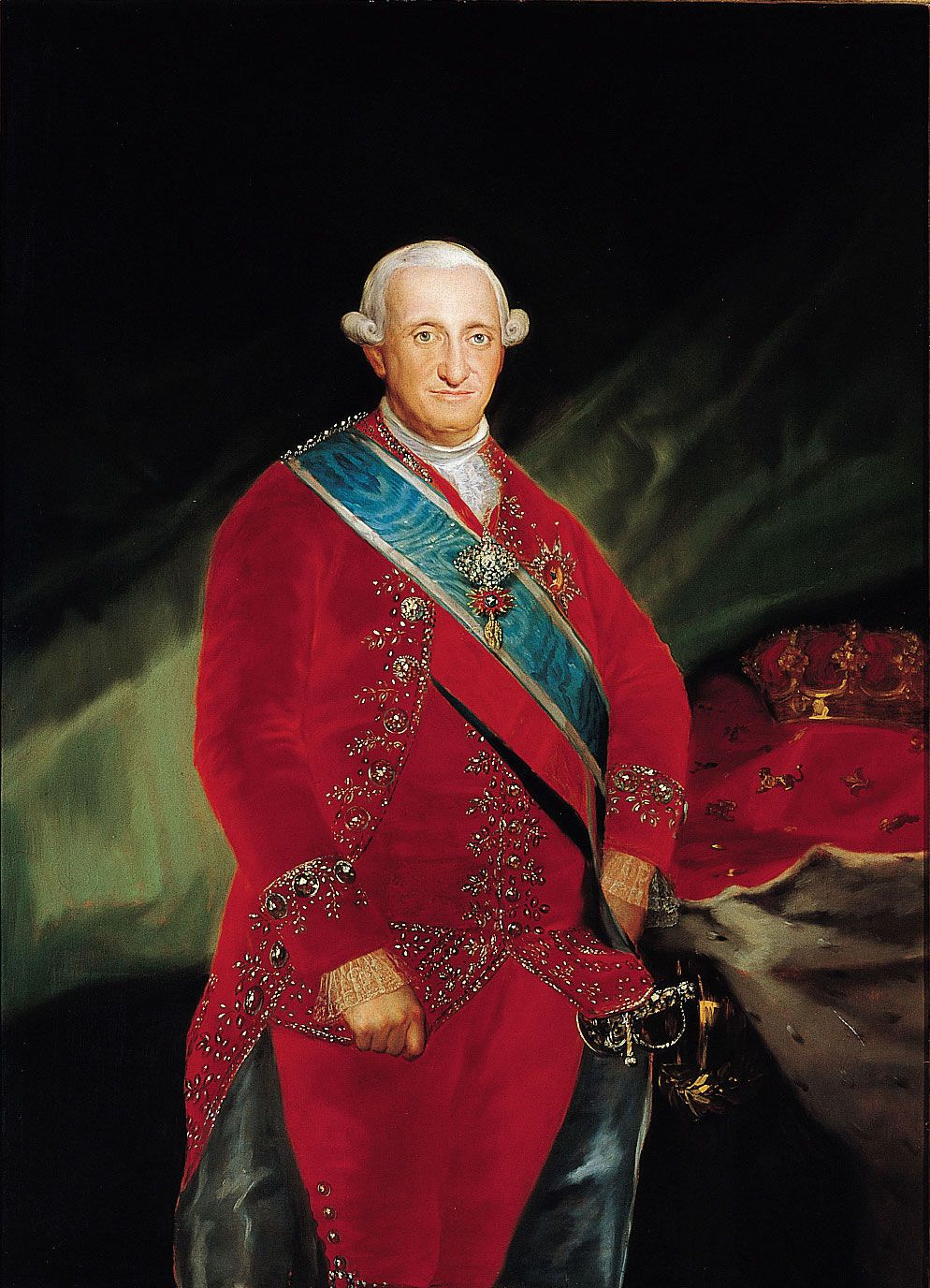
Carles IV d'Espanya

Tot el treball desenvolupat al llarg del segle xviii amb la modernització d'Espanya es va començar a trencar amb l'arribada de Carles IV al poder. L'aparició de la Revolució Francesa va omplir Espanya de dubtes i temors. Les primeres mesures després de la revolució van ser el control de les publicacions que entraven a Espanya, la censura de premsa i el control de les activitats de les Societats Econòmiques d'Amics del País. Tot allò que el despotisme il·lustrat havia creat es va convertir de la nit al dia en sospitós de tramar contra la Corona. La revolució va fer a Carles IV nomenar Manuel Godoy com a primer secretari. La unió entre Godoy i Carles IV duraria tota la vida. L'execució de Lluís XVI va precipitar la Guerra Gran amb França. Després d'alguns èxits en el Rosselló, l'exèrcit francès va travessar els Pirineus i va ocupar part de Guipúscoa i Catalunya. Recelós amb la lleialtat d'aquests últims a la Corona espanyola, Godoy va signar la pau precipitadament amb França en el Tractat de Basilea a canvi de lliurar la meitat de l'illa de Santo Domingo als francesos i recuperar els territoris ocupats d'aquest costat dels Pirineus. Anglaterra es va considerar traïda per Espanya per pactar la pau per separat amb França i no va dubtar a atacar els vaixells espanyols. La coalició entre França i Espanya pel tractat de Sant Ildefons per rebutjar l'anglès va durar fins a la signatura de la pau al Tractat d'Amiens de 1802, que no va impedir les immediates hostilitats de nou entre francesos i anglesos. Espanya va manifestar la seva voluntat de neutralitat, però no tenia capacitat per enfrontar-se amb Napoleó que va exigir compensacions per aquesta neutralitat. Els anglesos, preocupats pels vaivens polítics d'Espanya, van tornar a atacar els vaixells espanyols. La guerra contra Anglaterra es va declarar de nou en 1804. Els efectes van ser desastrosos per a Espanya, amb el comerç d'Amèrica bloquejat per la flota anglesa, la flota pròpia no renovada des de la mort de Carles III i amb greus problemes de subministraments interns, units a epidèmies i escassetat.
La debilitat de la corona i les seves ànsies de poder permetre una aliança amb Napoleó per a la conquesta de Portugal en 1807 (Guerra de les Taronges). L'entrada de les tropes franceses va ser la fi de l'Antic Règim a Espanya i el Motí d'Aranjuez en el qual totes les culpes del desastre espanyol requeien contra Godoy va segellar aquest final. Carles IV abdica a favor de Ferran VII d'Espanya, però bona part del país està ocupat i el futur rei, convidat a Baiona per Napoleó, va ser traït per aquest en el seu desig de tenir la corona d'Espanya. Napoleó va obligar a Ferran VII a tornar la corona al seu pare, el qual la va lliurar a Napoleó, qui la va donar al seu germà Josep, qui seria poc després, Josep I d'Espanya.

## Guerra del Francès

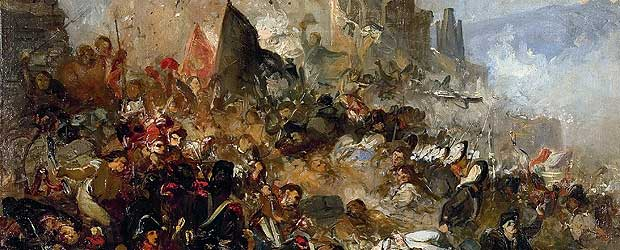
El setge de Girona (1809)

La Guerra del Francès fou un conflicte bèl·lic entre la Monarquia Absoluta Borbònica i el Primer Imperi Francès que s'inicià el 1808 amb l'entrada de les tropes napoleòniques, i que conclogué el 1814, amb el retorn de Ferran VII d'Espanya al poder. En l'anàlisi dels fets militars, no es pot parlar d'un enfrontament entre els exèrcits francès i espanyol, sinó que existeix una important presència de la guerra de guerrilles, en una dimensió desconeguda fins al moment. El 1807 la Monarquia Absoluta Borbònica i el Primer Imperi Francès van signar el Tractat de Fontainebleau pel que es repartiria Portugal en tres regnes: el nou Regne de la Lusitania nord, L'Algarve (incloent l'Alentejo), i la resta com el Regne de Portugal. El novembre després del rebuig del Príncep Joan a participar en el Bloqueig Continental, Napoleó va enviar l'exèrcit de Jean-Andoche Junot per envair Portugal, mentre el general Pierre Dupont de l'Étang anava en direcció a Cadis i el mariscal Nicolas Jean de Dieu Soult cap a La Corunya.

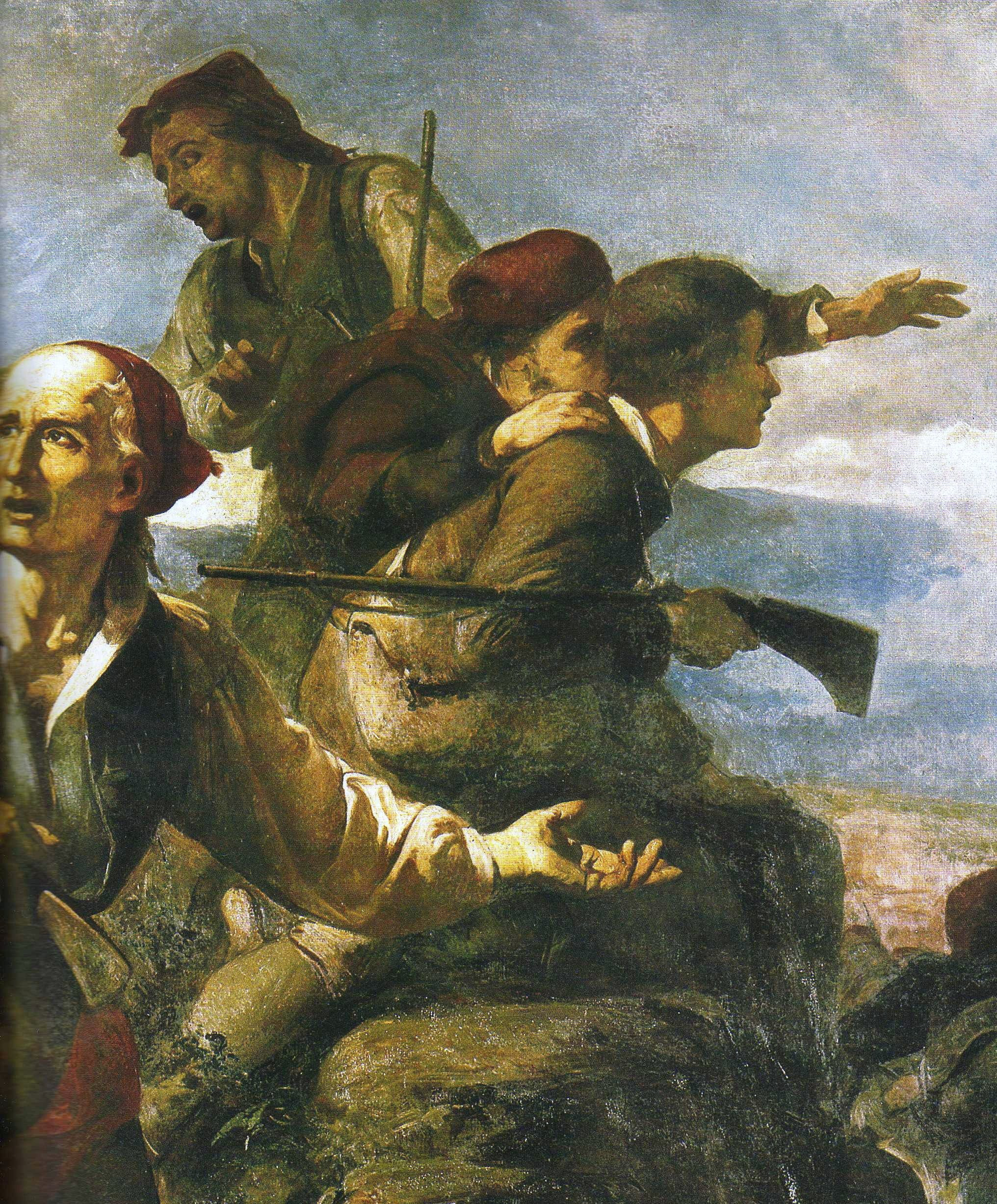
La Primera batalla del Bruc

L'exèrcit portuguès estava posicionat per defensar els ports contra una invasió anglesa, i d'aquesta manera, Lisboa va caure l'1 de desembre, i el 29 de desembre de 1807 la reina Maria I i el Príncep Joan, el regent, van fugir a Rio de Janeiro amb tota la cort i van establir-hi la nova capital. Les primeres tropes franceses entren a Espanya per Catalunya el 9 de febrer de 1808, comandades pel general Guillaume Philibert Duhesme. Posteriorment entrarien les tropes de Joseph Chabran, que ocupen el Castell de Sant Ferran de Figueres, Honoré Charles Reille i Laurent Gouvion Saint-Cyr. El 13 de febrer de 1808, les tropes de Duhesme i Giuseppe Lechi entren a Barcelona, amb 5.427 homes i 1.830 cavalls. Teòricament havien de romandre tres dies a la ciutat, fent parada de camí a la seva destinació final, Cadis però el 29 de febrer els francesos ocupaven per sorpresa la Ciutadella i el Castell de Montjuïc. Arreu de Catalunya començaren enfrontaments locals: crema de paper segellat a Manresa, o la constitució de la Junta de Govern i Defensa a Lleida. Després els primers incidents bèl·lics importants a la batalla del Bruc, primeres victòries sobre els exèrcits napoleònics. Les tropes franceses són derrotades a la batalla de Bailén el juliol i inicien el Bloqueig de Barcelona fracassant en dues ocasions i derroten les tropes de Joan Miquel de Vives i Feliu a la batalla de Llinars i entren a la capital de Catalunya el 17 de desembre de 1808. Amb el front estabilitzat fins a la batalla de Valls la derrota espanyola permet que el 26 de febrer les tropes franceses entrin a Reus. Immediatament després es produí el setge de Girona (1809) i el 10 de desembre Girona capitulava davant el nou cap de les tropes franceses.
L'abril de 1810 s'inicia el setge de Lleida i el gener de 1811 es pren Tortosa. Després de la caiguda de Tarragona el 28 de juny de 1811 es pot considerar que Catalunya és totalment ocupada pels francesos. A l'inici de 1812, es procedeix a l'annexió de Catalunya dins l'imperi napoleònic, dividida administrativament en els departaments del Ter, de Montserrat, del Segre i de l'Ebre. A mitjan 1812 el decurs dels esdeveniments militars són desfavorables als francesos. A escala europea, Napoleó pateix fortes derrotes a Rússia, i Wellington comença a obtenir victòries a la península. Les Corts de Cadis van proclamar el 19 de març de 1812 la Constitució Espanyola de 1812, de caràcter liberal. El general Luis de Lacy és designat per la regència nou capità general de Catalunya, i les Corts reemplacen Lacy per Copons. El març de 1813, Josep I abandona Madrid, i el domini francès a la península inicia la seva davallada, però a Catalunya, les tropes de Louis-Gabriel Suchet, vingudes des de València, restarien fins al final del conflicte. Es mantindria a Barcelona i marxaria ordenadament cap a França instal·lant-se primer a Girona i després a la línia del riu Fluvià. El general Habert va mantenir el domini de Barcelona fins després de la caiguda de Napoleó. Finalment, el 28 de maig de 1814, Barcelona és deslliurada dels francesos. Catalunya és la zona de la península ocupada més temps, però sense estar-ho mai del tot. Les tropes franceses dominaven viles i ciutats, però no les zones rurals, cosa que fou un constant desgast per les tropes napoleòniques.

## Restauració absolutista a Espanya

### Retorn de Ferran VII
La Restauració absolutista a Espanya s'estén entre els anys 1814 i 1833, en el curs del qual es restableix al país la monarquia absoluta dels Borbó. Després de la Guerra del Francès, les Corts es reuneixen a Madrid l'octubre de 1813. Poc després, Napoleó reconeix a Ferran VII com a rei d'Espanya, que entra el 22 de març de 1814 camí de València amb el suport general de la població i rep de la mà d'un grup de diputats propers al rei, l'anomenat Manifest dels Perses que representa una declaració a favor de la restauració de l'absolutisme.
Molt poques són les persones que manifesten la seva hostilitat al monarca després del decret de 4 de maig. Cal tenir en compte que la constitució de 1812 no beneficiava de cap manera els camperols, ja que els treia la propietat jurisdiccional de les terres que els permetia fer-ne un ús usufructuari, deixant de banda els impostos que havien de pagar al noble. Per aquesta raó, la pagesia va donar suport a Ferran VII i posteriorment al seu germà Carles que representava l'opció antiliberal. Després de la derogació de la constitució de 1812 («la Pepa»), els militars liberals van ser traslladats i arrestats a l'Àfrica; i els disturbis a Madrid, de poca entitat, fets callar ràpidament per l'exèrcit. Es restableix el Consell de Castella, es destitueix els alcaldes, es restableixen les capitanies generals, torna la Companyia de Jesús, es revifa la Inquisició i es persegueix els afrancesats.

### Trienni liberal
Algunes pronúncies liberals es van succeir al llarg d'aquests anys contra l'absolutisme de Ferran VII, però sense èxit: Espoz y Mina el 1814, Díaz Porlier el 1815 i el general Lacy l'any 1817 van ser els més destacats. L'1 de gener de 1820, el coronel Rafael de Riego a Las Cabezas de San Juan, al costat d'altres oficials liberals va proclamar la Constitució de Cadis. El moviment es va afeblir i al març va estar al caire del fracàs, però a Galícia es van produir diversos aixecaments que es van unir a la proclamació de la vigència de la Constitució gaditana. El 7 de març, els revoltats i el poble van ocupar els voltants del Palau Reial de Madrid, per la qual cosa, el rei es va veure obligat a acceptar la Constitució iniciant el Trienni liberal.
A la vegada que el nou govern va restaurar la Constitució de Cadis, va excarcerar els lliberals, civils i militars i van tornar de l'exili bona part dels quasi 4.000 denominats afrancesats, el rei va conspirar amb els seus fidels per dificultar la tasca de govern, agrupats al voltant del Partit reialista que va arribar a formar la denominada Regència d'Urgell a Catalunya com a bastió per a la restauració absolutista. El Govern lliberal va trobar dues resistències a la seva política: la primera dels reialistes, ben organitzats i dirigits pel mateix monarca, incloent l'Església, exaltada sobretot després del procés de desamortització i clausura de les ordes eclesiàstiques militars. També es va arribar a establir l'anomenada Regència d'Urgell integrada pel marquès de Mataflorida (president de la regència) i dos vocals, Jaume Creus i Martí (arquebisbe de Tarragona) i el baró d'Eroles. La regència argumentava que el rei no era lliure per governar i que es trobava pres dels «negres» (lliberals).
El 7 d'abril de 1823, França envaïa Espanya amb un exèrcit al qual es denominarà els Cent Mil Fills de Sant Lluís i que només suportarà una mica de resistència de l'exèrcit liberal a Catalunya, podent entrar a Madrid amb comoditat. El govern liberal fuig a Andalusia i es refugia a Cadis, mantenint a Ferran VII com a ostatge. Assetjats pels francesos, el govern legítim negocia la rendició a canvi de la jura pel rei del respecte als drets dels espanyols, cosa que fa el monarca.

### Dècada Ominosa
El mateix 1 d'octubre de 1823, sentint-se abrigat per les tropes franceses, Ferran VII va tornar novament a suspendre la Constitució de Cadis i va declarar il·legals i «nuls i de cap valor» tots els actes de govern i normes disposades en el Trienni Liberal. Per segona vegada, el rei va deixar de complir la seva promesa. Rafael de Riego, Juan Martín Díez «El Empecinado», Mariana Pineda i molts d'altres liberals van ser executats; l'exili va ser novament el camí de molts dels que havien tornat de França convençuts de les bondats del Trienni Liberal (Goya és el més clar exponent) i la repressió va arribar a tots els racons de la península. El propòsit era tornar a models, no ja propis dels temps anteriors a la Guerra de la Independència, sinó a models en què el despotisme il·lustrat tampoc tenia cap paper. La Inquisició va ser superada pels Tribunals de Fe Diocesans, instrument creat pel ministre de Gràcia i Justícia, Francisco Tadeo Calomarde, per estendre la repressió a tots els ordres.
Cap a 1832 la crisi econòmica i el problema successori es van plantejar en tota la seva cruesa. Els intents per alliberar l'economia dintre d'un règim absolutista havien fracassat. A això se sumava el problema successori. Encara que les dones no estaven excloses de la línia successòria, gràcies a la derogació de la Llei Sàlica en 1789 per Carles IV d'Espanya, i Ferran VII comptava amb dues filles, la princesa Isabel era la primogènita, hi havia un moviment per l'entronització del germà del monarca, Carles Maria Isidre de Borbó encapçalat pels absolutistes més recalcitrants. La malaltia del rei havia convertit a Maria Cristina de Borbó en regent. Amb habilitat, va cercar l'aliança dels liberals a canvi de la promesa que amb la seva filla Isabel es reprendria un rumb constitucional moderat de tall liberal. La mort de Ferran VII el 1833, la proclamació de Carles com a rei i el manteniment de la princesa Isabel com a llegítima hereva, va obrir el període de les Guerres carlistes per la successió de la corona, i el fi del període absolutista.